# Таракташская волость
Таракташская волость — административно-территориальная единица в составе Феодосийского уезда Таврической губернии.
Образована в 1860-х годах, в результате земской реформы Александра II, в основном, из селений бывшей Кокташской волости. Была одной из самых маленьких по площади волостей губернии, но при этом самой густонаселённой: в деревнях население исчислялось сотнями душ, а в некоторых превышало тысячу человек. Территориально занимала земли современных Судакского, западную окраину Феодосийского, восточную окраину Алуштинского горсоветов. По утверждению профессора А. Н. Козловского начала 1860-х годов, изначально в волости насчитывалось 21 селение, но полный список в книге «Сведения о количестве и качестве воды в селениях, деревнях и колониях Таврической губернии» не приведён.

## Состав и население волости на 1887 год
По результатам Х ревизии 1887 года, опубликованным в «Памятной книге Таврической губернии 1889 года», в волости числилось 14 деревень с населением 10 984 человека.

## Состав и население волости на 1892 год
После земской реформы 1890-х годов в волости произошли некоторые изменения: деревня Ени-Сала была передана в состав Салынской волости, а Таракташ разделили на 2 селения — Большой и Малый.
Согласно «Памятной книжке Таврической губернии на 1892 год…» в волости числилось 11 018 жителей в 14 населённых пунктах.

## Состав и население волости на 1902 год
К 1902 году в волости образовалось 7 новых поселений, части Судака был присвоен статус села и, согласно «…Памятной книжке Таврической губернии на 1902 год» в 22 населённых пунктах числилось 15 072 жителя.
Также к волости было приписано имение князя Горчакова Архадересе, в котором числилось 64 жителя.

## Волость в 1915 году
По Статистическому справочнику Таврической губернии. Ч.II-я. Статистический очерк, выпуск пятый Феодосийский уезд, 1915 год, в Таракташской волости Феодосийского уезда числилось 17 различных поселений в которых проживало 15922 человека приписных жителей и 1580 — «посторонних». Из них числились следующие деревни:

| - Аджибей - Айсерез - Арпат - Ворон - Капсихор - Коктебель - Козы - Кутлак | - Новый Свет - Отузы - Судак - Суук-Су - Таракташ Большой - Таракташ Малый - Токлук - Шелен |

Волость существовала до упразднения системы при Советской власти, по постановлению Крымревкома от 8 января 1921 года.